# گورینو گوتاردی
گورینو گوتاردی (انگلیسی: Guerino Gottardi؛ زادهٔ ۱۸ دسامبر ۱۹۷۰) بازیکن فوتبال اهل سوئیس است.
از باشگاه‌هایی که در آن بازی کرده‌است می‌توان به باشگاه ورزشی یانگ بویز برن و باشگاه ورزشی لاتزیو اشاره کرد.